# Clorodifluorometano
Clorodifluorometano, R22 ou HCFC22 é um gás refrigerante para refrigeradores utilizado pela Brastemp desde 2003, em substituição ao Freon.
R22 é um fluido refrigerante, da família Freon®, da Dupont®. Tem características físicas excelentes para trabalhos em temperatura média e baixa, é utilizado em refrigeradores de diversas marcas, Ar condicionado comercial, como Self e Split, Resfriadores de líquido como Chiller's alterantivos e parafusos.
Clorodifluorometano ou difluoromonoclorometano é um hidroclorofluorocarbono (HCFC). Este gás incolor, mais conhecido como HCFC-22 ou R-22 é comumente usado como fluido propelente e refrigerante. Em países desenvolvidos, seu uso tem sido progressivamente reduzido, pois esta molécula tem potencial de depleção de ozônio (ODP) e alto potencial de retenção de calor (GWP). Porém o uso global do R-22 continua a aumentar devido a alta demanda de países em desenvolvimento. R-22 é um intermediário versátil na síntese industrial de organofluorados, ou seja, é um precursor do tetrafluoroetileno. Cilindros contendo R-22 são pintados de verde claro.

## Produção e aplicações atuais
Em 2008 a produção mundial de R-22 foi cerca de 800 mil toneladas, acima das 450 mil toneladas anuais produzidas em 1998, tendo a maior parte da produção por países em desenvolvimento. O uso do R-22 está crescendo em países em desenvolvimento, principalmente devido à sua aplicação em equipamentos de ar condicionado. As vendas destes equipamentos estão aumentando a taxa de 20% ao ano na Índia e China.
R-22 é obtido do  clorofórmio pela reação
HCCl3 + 2 HF → HCF2Cl + 2 HCl
Uma importante aplicação do R-22 é como um precursor do  tetrafluoroetileno . Esta conversão envolve pirólise para gerar o difluorocarbeno, que a seguir dimeriza formando o tetrafluoroetileno
2 CHClF2 → C2F4 + 2 HCl

O R-22 também gera difluorocarbeno quando tratado com base forte e este processo é feito em laboratório para síntese do intermediário de reação
A pirólise do R-22 na presença de clorofluorometano gera hexafluorobenzeno